# 螺紋白彫螺
螺紋白彫螺（学名：Vanikoro ligata）为白彫螺科白彫螺屬下的一个种。